# لیره

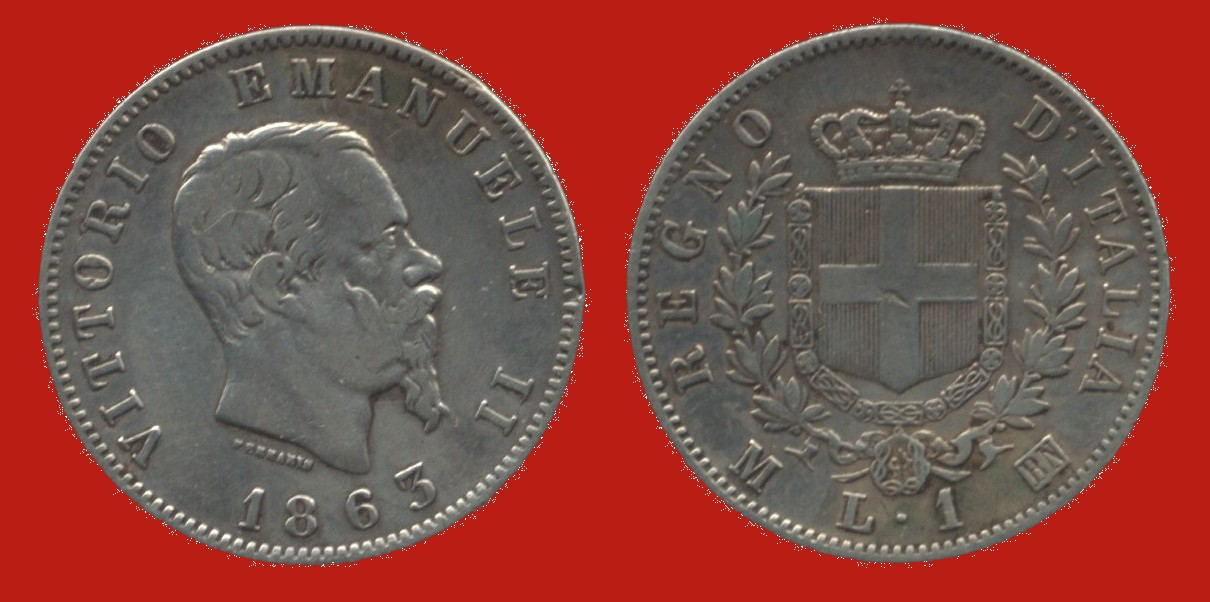
سکه های پادشاهی ایتالیا در سال 1863

لیره (به لاتین: Lira)یکای پول برخی از کشورهای جهان در اروپا، آسیا و آفریقا است. نام آن از کلمه «لیبرا» استخراج شده که در زبان لاتین به معنای وزن یا تعادل است. از این ریشه عبارت «لیبرا پوندو» ساخته شد که به معنای یکای وزن پوند است.
لیره واحد پول عثمانی بود و در کشورهای عربی به نام پوند(pound) هم بر روی مسکوکات و اسکناس‌ها نوشته می‌شود.
در اسرائیل تا سال ۱۹۸۰ یکای پول لیره نام داشت ولی امروزه با نام شکل جدید اسرائیل رایج می‌باشد.
کشورهای ایتالیا، واتیکان، مالت و سان مارینو نیز از سال ۲۰۰۲ همزمان با اجرایی شدن سیستم یکای پول اروپا یورو، اقدام به ضرب سکه و چاپ اسکناس با یکای یورو نمودند و علاوه بر لیره از یورو نیز در معاملات استفاده می‌کنند.

## کشورهایی که یکای پول آن‌ها لیره است یا دوره ای از تاریخ به این نام استفاده می‌نمودند
| نام کشور   | یکای پول «لیره»                    |
| ---------- | ---------------------------------- |
| ایتالیا    | لیره ایتالیا                       |
| واتیکان    | لیره واتیکان                       |
| مالت       | لیره مالت                          |
| سان مارینو | لیره سان مارینو                    |
| ترکیه      | لیره ترکیه برابر با ۱۰۰ کروش       |
| سوریه      | لیره سوریه                         |
| لبنان      | لیره لبنان                         |
| مصر        | لیره مصر یا پوند مصر یا جنیه (EGP) |
| سودان      | لیره سودان یا پوند سودان           |
| اسرائیل    | لیره اسرائیل                       |
| قبرس       | لیره قبرس یا پوند قبرس             |
| بریتانیا   | لیره بریتانیا یا پوند استرلینگ     |